# Jack Lockett
John Henry "Jack" Lockett OAM (22 de janeiro de 1891 – 25 de maio de 2002) foi um fazendeiro australiano e veterano da Primeira Guerra Mundial. No momento da sua morte aos 111 anos e 123 dias, ele era o homem e o maçom mais velho da Austrália. Ele morreu apenas três dias depois da supercentenária Christina Cock, a australiana mais velha de todos os tempos.

## Biografia
Lockett nasceu na pequena cidade vitoriana de Waanyarra, perto de Bendigo. Ele deixou a escola aos 9 anos para trabalhar em uma fazenda local. Mais tarde, ele trabalhou para seus tios em The Mallee. Em 24 de março de 1916, ele viajou para Mildura para se alistar na Primeira Força Imperial Australiana. Ele serviu na França com o 38.º Batalhão, ganhando promoção ao sargento e foi de alta em 20 de setembro de 1919.
Após a guerra, Lockett voltou para The Mallee e selecionou um bloco de terra de 640 acres (260 ha) em Linga, Victoria, decidindo ganhar a vida como fazendeiro. Em 1923, ele se casou com Maybell Ingwerson e eles tiveram quatro filhos juntos. Em 1963, o casal se aposentou em Bendigo, deixando as terras agrícolas (que agora abrangiam mais de 130 mil hectares), no cuidado de seus filhos e netos.
Em 1998, Lockett e seus conhecidos veteranos sobreviventes foram premiados com o Chevalier (Cavaleiro) da Légion d'Honneur pelo governo francês por seu serviço na guerra. Em 2000 aos 109 anos, participou do Relê da Tocha Olímpica de 2000. Em 11 de junho de 2001, foi premiado com a Medalha da Ordem da Austrália por serviço à comunidade de Bendigo, particularmente como representante dos veteranos de guerra da Austrália. Lockett morreu de insuficiência renal aos 111 anos.
No momento da sua morte, ele foi sobrevivido por quatro filhos; Jack, Kevin, Joyce e Ron; quinze netos; e vinte e quatro bisnetos.

## Honras e prêmios
- Medalha da Ordem da Austrália (premiada em 11 de junho de 2001)
- Medalha de Guerra Britânica
- Medalha da Vitória
- Medalha de Memória do Armistício do 80.º Aniversário (premiada em 21 de abril de 1999)
- Medalha do Centenário (premiado 1 de janeiro de 2002)
- Chevalier (Cavaleiro) da Légion d'honneur (premiado com 4 de julho de 1998)